# Olga Mikhailova (ski)
Olga Mikhailova, née le 8 avril 1981, est une fondeuse russe.

## Carrière
Active depuis 2001, elle débute en Coupe du monde en 2007. Elle obtient son premier podium dans un relais à Rybinsk en février 2011 juste avant de participer aux Mondiaux d'Oslo où elle finit sixième en relais.

## Palmarès

### Coupe du monde
- Meilleur classement au général : 49e en 2011.
- Meilleure performance individuelle : 9e.
- 1 podium en relais.